# Galiomyza richardii
Galiomyza richardii är en tvåvingeart som beskrevs av Esposito och Prado 1993. Galiomyza richardii ingår i släktet Galiomyza och familjen minerarflugor. Inga underarter finns listade i Catalogue of Life.